# Bianca Bustamante
Pour les articles homonymes, voir Bustamante.
Bianca Bustamante, née le 19 janvier 2005 à Manille, est une pilote automobile philippine. Depuis 2023, elle participe au championnat F1 Academy. Elle fait partie de l'écurie française ART Grand Prix lors de la saison 2024 de la F1 Academy et participe au programme de développement des pilotes McLaren de 2023 à 2025.

## Carrière

### W Series

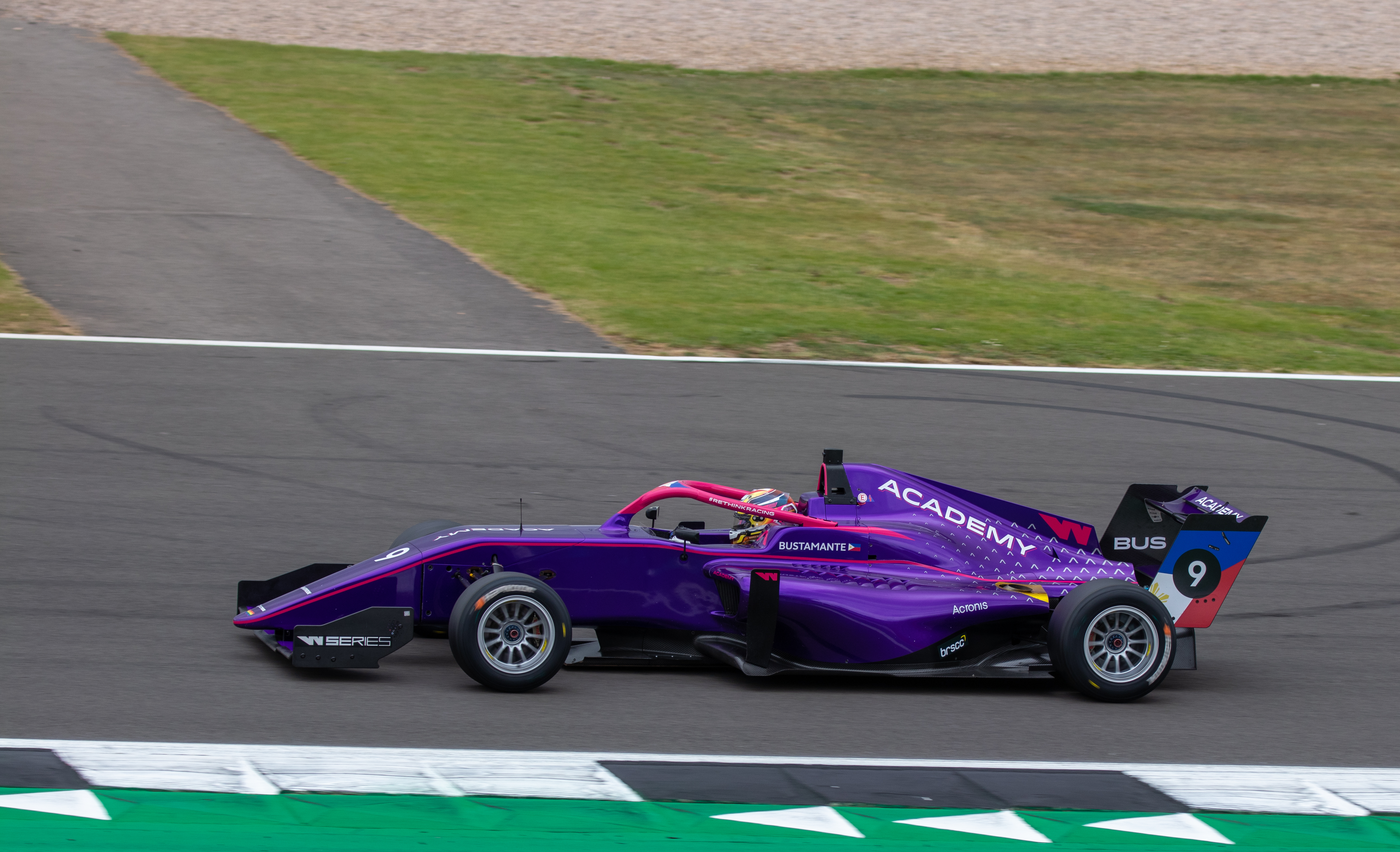
Bustamante en W Series au Grand Prix de Grande-Bretagne 2022.

Bianca Bustamante participe aux tests de la W Series du 31 janvier au 4 février 2022 aux côtés de quatorze autres pilotes en lice pour ce championnat. Elle effectue un second test de présaison à Barcelone, du 2 au 4 mars, avec onze autres pilotes potentiels et neuf autres, déjà qualifiés, qui ont participé à la saison précédente. 
Sa participation à la saison 2022 des W Series est confirmée le 22 mars. Elle se classe quinzième avec 2 points inscrits en sept courses.

### Championnat des Émirats Arabes Unis de Formule 4
En 2023, Bianca Bustamante s'engage en championnat de Formule 4 des Émirats arabes unis 2023, avec l'écurie italienne Prema Powerteam. Elle termine 27e du championnat, avec 3 points inscrits en quinze courses.

### F1 Academy

#### 2023
Le 3 février 2023, Bustamante annonce sa participation au nouveau championnat 100% féminin, la F1 Academy, avec Prema Racing.

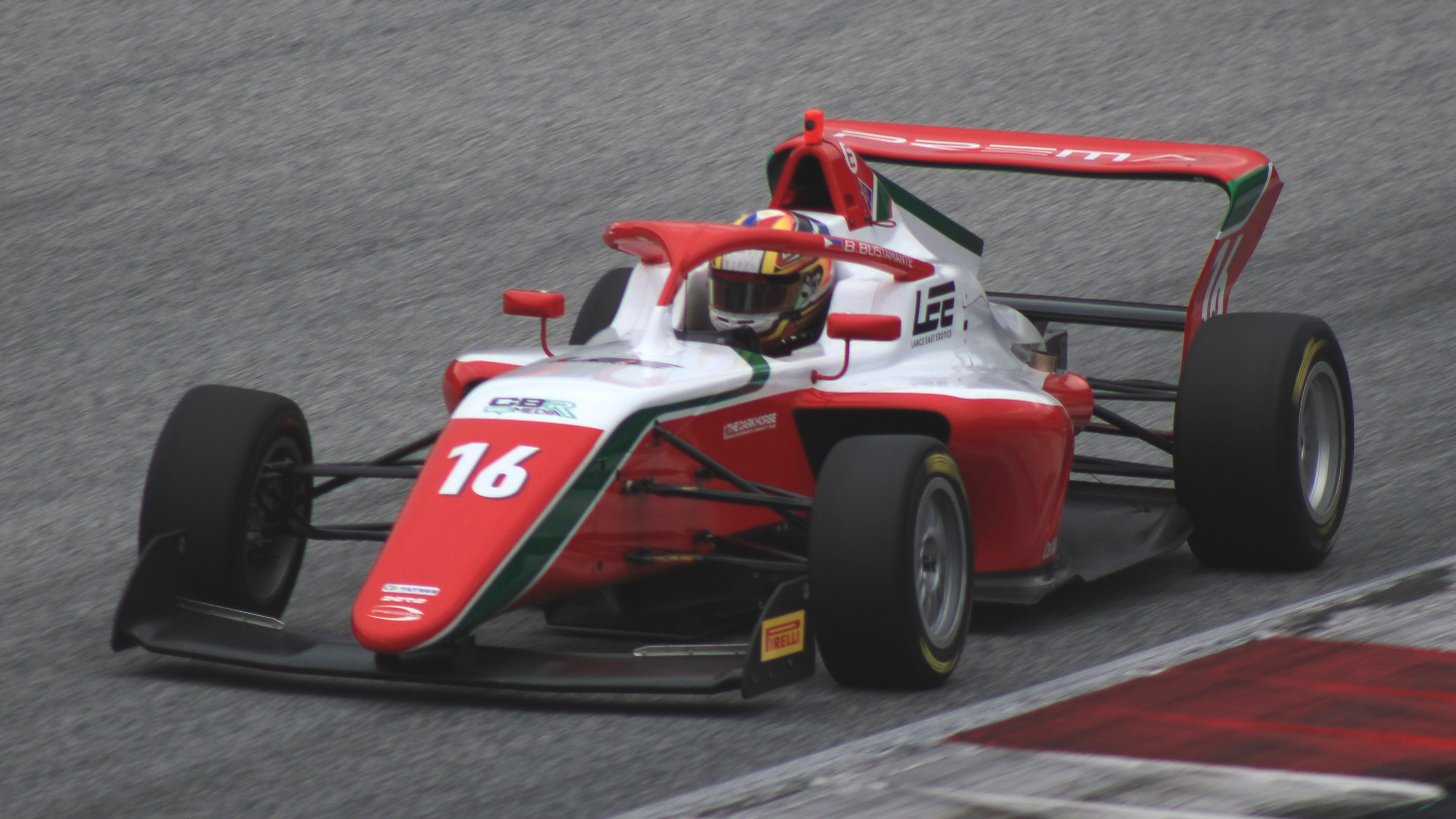
Bustamante avec Prema Powerteam lors de la saison inaugurale de la F1 Academy

Lors de la course d'inauguration sur le circuit Red Bull Ring, elle termine troisième mais après la disqualification de Nerea Martí à la suite d'une infraction technique sur sa voiture durant le parc fermé, elle remonte à la deuxième place.
Pendant la troisième course du championnat sur le Red Bull Ring, la voiture de Bustamante connait un problème technique lors du tour de formation, ce qui l'empêche de continuer.
Sur le circuit Ricardo Tormo, elle se qualifie deuxième mais à cause d'un dépassement des limites de piste, elle chute à la huitième place. L'ordre de grille inversé de la deuxième course la fait à l'inverse grimper jusqu'à sa première pole position qu'elle transforme en première victoire le lendemain. Elle est personnellement félicitée par le président des Philippines, Ferdinand Marcos Jr, pour sa victoire,.
C'est durant la première course de la cinquième manche, sur l'Autodromo nazionale di Monza, que Bianca Bustamante abandonne pour la première fois, à cause d'un problème technique. Lors de la course suivante,elle décroche son troisième podium de la saison après avoir obtenu la pole position grâce au système de grille inversée. Sa dernière victoire de la saison sera obtenue lors de la troisième course de la cinquième manche.
Au total, Bianca Bustamante marque 116 points et se classe 7e au classement final, un point derrière la pilote Amna Al Qubaisi qui a concouru pour l'écurie MP Motorsport.

#### 2024
Le 18 octobre 2023, McLaren annonce la signature de Bustamante à leur programme de développement des pilotes et qu'elle représentera l'équipe (avec le soutien de Cisco) pour la saison 2024 de la F1 Academy sous les couleurs françaises d'ART Grand Prix. Elle est aujourd'hui la première femme à avoir signé au programme de développement des pilotes McLaren et la deuxième, après Emma Gilmour, à avoir un contrat avec McLaren,.

### Championnat d'Italie de Formule 4

#### 2023
Les débuts en Formule 4 italienne de Bustamante sont annoncés le 24 mai 2023. Elle dispute sa première course sur le circuit de Spa-Francorchamps avec Prema Powerteam, remplaçant Aurelia Nobels.

## Vie privée
Née à Manille, Bianca Bustamante passe son enfance entre Laguna, aux Philippines, et San Jose, en Californie. Elle est la fille de Raymund et Janice Bustamante.
La pilote cumule au total plus de 2,2 millions d'abonnés sur Instagram et TikTok, ce qui en fait la troisième pilote la plus suivie au monde.
Après avoir rejoint McLaren en décembre 2023, elle déclenche[réf. nécessaire] une vague de haine après la réapparition d'anciens tweets dénigrant le pilote de Formule 1 Lance Stroll, qu'elle a « liké ». Certains de ces tweets contiennent des propos capacitistes. D'autres internautes l'insultent en tant que femme dans le monde automobile, arguant que, selon eux, McLaren ne l'a engagée que pour des raisons de communication.

## Résultats

### Résultats en monoplace
| Saison | Championnat                                      | Écurie               | Courses | Victoires | Pole positions | Meilleurs tours | Podiums | Points | Classement |
| ------ | ------------------------------------------------ | -------------------- | ------- | --------- | -------------- | --------------- | ------- | ------ | ---------- |
| 2022   | USF Juniors Championship                         | IGY6 Motorsports     | 4       | 0         | 0              | 0               | 0       | 32     | 25e        |
| 2022   | W Series                                         | W Series Academy     | 7       | 0         | 0              | 0               | 0       | 2      | 15e        |
| 2022   | Indian Racing League                             | Bangalore Speedsters | 5       | 0         | 0              | 0               | 0       | 46     | 17e        |
| 2023   | Championnat des Émirats arabes unis de Formule 4 | Prema Powerteam      | 15      | 0         | 0              | 0               | 0       | 3      | 27e        |
| 2023   | F1 Academy                                       | Prema Racing         | 21      | 2         | 1              | 0               | 4       | 118    | 7e         |
| 2023   | Championnat d'Italie de Formule 4                | Prema Racing         | 3       | 0         | 0              | 0               | 0       | 0      | 44e        |
| 2023   | USF Juniors Championship                         | Exclusive Autosport  | 3       | 0         | 0              | 0               | 0       | 27     | 17e        |
| 2023   | Grand Prix de Macao de Formule 4                 | W Series Academy     | 2       | 0         | 0              | 0               | 0       | N/A    | Abandon    |
| 2024   | Formula Winter Series                            | GRS Team             | 9       | 0         | 0              | 0               | 0       | 0      | 40e        |
| 2024   | F1 Academy                                       | ART Grand Prix       | 14      | 0         | 0              | 1               | 1       | 73     | 7e         |
| 2024   | Championnat de Grande-Bretagne de Formule 4      | Hitech Pulse-Eight   | 3       | 0         | 0              | 0               | 0       | 6      | 29e        |
| 2024   | Championnat d'Italie de Formule 4                | ART Grand Prix       | 3       | 0         | 0              | 0               | 0       | 0      | 52e        |
| 2024   | Championnat d'Euro 4                             | ART Grand Prix       | 3       | 0         | 0              | 0               | 0       | 0      | 34e        |
| 2025   | Championnat de Grande-Bretagne de Formule 3      | Elite Motorsport     | 15      | 0         | 0              | 0               | 0       | 49     | 21e        |

* Saison toujours en cours.
 † Bustamante étant une pilote invitée, elle était inéligible aux points.

### Résultats complets en W Series
( touche ) (Les courses en gras indiquent la pole position) (Les courses en italique indiquent le tour le plus rapide)
| Saison | Écurie           | 1      | 2       | 3      | 4      | 5      | 6       | 7      | Pos | Points |
| ------ | ---------------- | ------ | ------- | ------ | ------ | ------ | ------- | ------ | --- | ------ |
| 2022   | W Series Academy | MIA1 9 | MIA2 14 | CAT 15 | SIL 17 | LEC 15 | HUN Abd | SIN 15 | 15e | 2      |

### Résultats complets en Championnat des Émirats arabes unis de Formule 4
( touche ) (Les courses en gras indiquent la pole position) (Les courses en italique indiquent le tour le plus rapide)
| Saison | Écurie       | 1         | 2         | 3          | 4         | 5         | 6          | 7         | 8         | 9         | 10        | 11       | 12        | 13        | 14       | 15        | Pos | Points |
| ------ | ------------ | --------- | --------- | ---------- | --------- | --------- | ---------- | --------- | --------- | --------- | --------- | -------- | --------- | --------- | -------- | --------- | --- | ------ |
| 2023   | Prema Racing | DUB1 1 26 | DUB1 2 28 | DUB1 3 Abd | KMT1 1 20 | KMT1 2 25 | KMT1 3 Abd | KMT2 1 33 | KMT2 2 10 | KMT2 3 15 | DUB2 1 17 | DUB2 2 9 | DUB2 3 21 | YMC 1 Abd | YMC 2 30 | YMC 3 Abd | 27e | 3      |

### Résultats complets en F1 Academy
( touche ) (Les courses en gras indiquent la pole position ; les courses en italique indiquent le tour le plus rapide)
| Saison | Écurie         | 1       | 2       | 3        | 4       | 5       | 6       | 7        | 8         | 9        | 10       | 11       | 12      | 13        | 14      | 15       | 16       | 17       | 18       | 19      | 20      | 21       | Pos | Points |
| ------ | -------------- | ------- | ------- | -------- | ------- | ------- | ------- | -------- | --------- | -------- | -------- | -------- | ------- | --------- | ------- | -------- | -------- | -------- | -------- | ------- | ------- | -------- | --- | ------ |
| 2023   | Prema Racing   | RBR 1 2 | RBR 2 9 | RBR 3 NC | CRT 1 5 | CRT 2 1 | CRT 3 7 | CAT 1 4  | CAT 2 14† | CAT 3 10 | ZAN 1 10 | ZAN 2 8  | ZAN 3 5 | MON 1 Abd | MON 2   | MON 3 1  | LEC 1 13 | LEC 2 10 | LEC 3 14 | AUS 1 4 | AUS 2 7 | AUS 3 13 | 7e  | 116    |
| 2024   | ART Grand Prix | JED 1 5 | JED 2 6 | MIA 1 9  | MIA 2   | CAT 1 4 | CAT 2 7 | ZAN 1 14 | ZAN 2 11  | SIN 1 16 | SIN 2 14 | LSL 1 16 | LSL 2 A | ABU 1 5   | ABU 2 7 | ABU 3 14 |          |          |          |         |         |          | 7e  | 73     |

### Résultats complets en Championnat d'Italie de Formule 4
( touche ) (Les courses en gras indiquent la pole position) (Les courses en italique indiquent le tour le plus rapide)
| Saison | Écurie         | 1     | 2     | 3     | 4     | 5     | 6     | 7     | 8        | 9        | 10       | 11    | 12    | 13    | 14    | 15    | 16    | 17    | 18    | 19       | 20        | 21        | 22    | Pos | Points |
| ------ | -------------- | ----- | ----- | ----- | ----- | ----- | ----- | ----- | -------- | -------- | -------- | ----- | ----- | ----- | ----- | ----- | ----- | ----- | ----- | -------- | --------- | --------- | ----- | --- | ------ |
| 2023   | Prema Racing   | IMO 1 | IMO 2 | IMO 3 | IMO 4 | MIS 1 | MIS 2 | MIS 3 | SPA 1 25 | SPA 2 19 | SPA 3 19 | MNZ 1 | MNZ 2 | MNZ 3 | LEC 1 | LEC 2 | LEC 3 | MUG 1 | MUG 2 | MUG 3    | VLL 1     | VLL 2     | VLL 3 | 44e | 0      |
| 2024   | ART Grand Prix | MIS 1 | MIS 2 | MIS 3 | IMO 1 | IMO 2 | IMO 3 | VLL 1 | VLL 2    | VLL 3    | MUG 1    | MUG 2 | MUG 3 | LEC 1 | LEC 2 | LEC 3 | CAT 1 | CAT 2 | CAT 3 | MNZ 1 33 | MNZ 2 Abd | MNZ 3 Abd |       | 52e | 0      |

### Résultats complets en Championnat d'Asie du Sud-Est de Formule 4
( touche ) (Les courses en gras indiquent la pole position ; les courses en italique indiquent le tour le plus rapide)
| Saison | Écurie           | 1      | 2      | 3      | 4       | 5         | 6      | 7      | 8      | 9      | 10     | 11     | Pos | Points |
| ------ | ---------------- | ------ | ------ | ------ | ------- | --------- | ------ | ------ | ------ | ------ | ------ | ------ | --- | ------ |
| 2023   | BlackArts Racing | ZZIC 1 | ZZIC 2 | ZZIC 3 | MAC 1 9 | MAC 2 Abd | SEP1 1 | SEP1 2 | SEP1 3 | SEP2 1 | SEP2 2 | SEP2 3 | NC† | 0      |

### Résultats complets en Formula Winter Series
( touche ) (Les courses en gras indiquent la pole position ; les courses en italique indiquent le tour le plus rapide)
| Saison | Écurie        | 1        | 2        | 3        | 4        | 5         | 6          | 7        | 8        | 9        | 10    | 11    | 12    | Pos | Points |
| ------ | ------------- | -------- | -------- | -------- | -------- | --------- | ---------- | -------- | -------- | -------- | ----- | ----- | ----- | --- | ------ |
| 2024   | Campos Racing | JER 1 35 | JER 2 26 | JER 3 30 | CRT 1 33 | CRT 2 Abd | CRT 3 Forf | NAV 1 35 | NAV 2 29 | NAV 3 17 | CAT 2 | CAT 2 | CAT 3 | 40e | 0      |

### Résultats complets en Euro-4 Championship
( touche ) (Les courses en gras indiquent la pole position ; les courses en italique indiquent le tour le plus rapide)
| Saison | Écurie         | 1     | 2     | 3     | 4     | 5     | 6     | 7        | 8        | 9        | Pos | Points |
| ------ | -------------- | ----- | ----- | ----- | ----- | ----- | ----- | -------- | -------- | -------- | --- | ------ |
| 2024   | ART Grand Prix | MUG 1 | MUG 2 | MUG 3 | RBR 1 | RBR 2 | RBR 3 | MON 1 18 | MON 2 24 | MON 3 28 | 34e | 0      |